# Rodrigo Constantino
Rodrigo Constantino Alexandre dos Santos (Rio de Janeiro, 4 de julho de 1976) é um economista, comentarista, colunista e escritor brasileiro ideólogo de extrema-direita. Desde 2015 reside nos Estados Unidos, na cidade de Weston, na Flórida.

## Trajetória

### Carreira
Formado em economia pela Pontifícia Universidade Católica do Rio de Janeiro, em 1998. Ex-presidente do Conselho Deliberativo do Instituto Liberal e um dos fundadores do Instituto Millenium, foi considerado em 2012 pela revista "Época" um dos "novos trombones da direita" brasileira. Foi diretor da Graphus Capital entre 2005 e 2013.

### Mídia
Foi um articulista da revista "Voto" e escreveu regularmente para os jornais "Valor Econômico" e "O Globo" e da revista "IstoÉ". Apesar da ligação com os ideais liberais, adota posturas conservadoras como a oposição à regulamentação das drogas.
Em agosto de 2013, passou a escrever para a revista "Veja". Em 2015 foi demitido pela Editora Abril e posteriormente teve todos os artigos de seu blog, produzidos durante dois anos, removidos do site da revista.
Defensor do impeachment contra a ex-presidente Dilma Rousseff, passou de posturas mais moderadas a adotar posturas mais radicais com a aproximação das eleições de 2018, eventualmente apoiando o então candidato Jair Bolsonaro.
Em novembro de 2020, o comentarista foi demitido da Jovem Pan após declarações polêmicas sobre as acusações de agressões sexuais, incluindo estupro, atribuídas ao empresário André de Camargo Aranha e que teriam sido praticadas contra a modelo e blogueira Mariana Ferrer, que ganhou repercussão nacional, virando alvo de protestos, entre eles, do movimento Sleeping Giants. As falas davam a entender um incentivo ao estupro, além de rebaixar a vítima. No dia seguinte, também foi demitido do Grupo Record, onde possuía uma coluna no portal R7, além de ser comentarista da Record News. A Rádio Guaíba e o jornal Correio do Povo também confirmaram a demissão. Em janeiro de 2021, Constantino foi novamente convidado pela rádio Jovem Pan, desta vez para compor o quadro de comentaristas do programa Os Pingos nos Is, durante as férias de Augusto Nunes e de José Maria Trindade, e logo depois foi recontratado.
Em janeiro de 2023, Constantino enfrentou, mais uma vez, demissão pela Jovem Pan, depois de ter sido afastado durante uma investigação conduzida pelo Ministério Público Federal (MPF). Essa investigação visava verificar o incentivo da emissora aos atos golpistas ocorridos em Brasília em 8 de janeiro.

## Possível associação ao bolsonarismo
A figura de Rodrigo Constantino tem sido associada ao bolsonarismo. Essa proximidade pode ser vista na interação cômica ocorrida em 26 de agosto de 2022, durante o programa "Pânico" da Jovem Pan, o então presidente Jair Bolsonaro foi entrevistado e, em tom de brincadeira, questionou se os lanches servidos eram "pão com mortadela", uma referência comum a militantes de esquerda no Brasil. O comentarista Rodrigo Constantino se ofereceu para experimentar o lanche antes do presidente, dizendo: "Presidente, deixa que eu experimento para garantir que não está envenenado".

## Investigação do Supremo Tribunal Federal
Entre 2022 e 2023, por ordem do ministro do Supremo Tribunal Federal (STF), Alexandre de Moraes, os perfis de Constantino nas redes sociais YouTube, Twitter, Facebook, Telegram e Instagram foram todos suspensos. A decisão também atingiu os comentaristas Guilherme Fiuza e Paulo Figueiredo Filho.
Segundo a CNN Brasil, a decisão – ainda sob sigilo – foi tomada devido a uma investigação dos três citados por divulgação de discursos de ódio e antidemocráticos. Na Corte tramitam inquéritos relacionados a fake news, financiamento de milícias digitais e atos antidemocráticos.
Segundo a Revista Oeste, página da internet associada ao bolsonarismo, Constantino e Figueiredo, além das contas bloqueadas nas redes sociais, sofreram outro revés: o cancelamento dos passaportes da dupla e ainda bloqueio de contas bancárias. O magistrado estaria tentando, no âmbito dessas investigações, descobrir se existe alguém financiando os comentaristas.
Em 10 de janeiro de 2023 a Jovem Pan decidiu afastar Constantino e os comentaristas Paulo Figueiredo (também sócio de Trump) e Zoe Martinez. A decisão aconteceu após o Ministério Público Federal de São Paulo abrir investigação contra o canal por apoio aos atos golpistas, ocorridos nos ataques de 8 de janeiro de 2023 às sedes dos Três Poderes, em Brasília.

## Doença
Em 5 de janeiro de 2025, o jornalista Rodrigo Constantino revelou ter sido diagnosticado com um tipo raro e agressivo de câncer localizado no pescoço.

## Premiações
Venceu o Prêmio Libertas em 2009, no XXII Fórum da Liberdade.

## Obras
- Esquerda caviar: a hipocrisia dos artistas e intelectuais progressistas no Brasil e no mundo;[42]
- Contra a maré vermelha: Um liberal sem medo de patrulha;[42]

- O brasileiro é otário? O alto custo da nossa malandragem.[42]